# Белпри (Канзас)
Белпри (енгл. Belpre) град је у америчкој савезној држави Канзас.

## Демографија
По попису из 2010. године број становника је 84, што је 20 (-19,2%) становника мање него 2000. године.
| Група             | 2000.      | 2010.      |
| Белци             | 99 (95,2%) | 46 (54,8%) |
| Афроамериканци    | 2 (1,9%)   | 0 (0,0%)   |
| Азијати           | 0 (0,0%)   | 0 (0,0%)   |
| Хиспаноамериканци | 5 (4,8%)   | 38 (45,2%) |
| Укупно            | 104        | 84         |